# Leptochrysa prisca
Leptochrysa prisca är en insektsart som beskrevs av Adams och Penny 1992. Leptochrysa prisca ingår i släktet Leptochrysa och familjen guldögonsländor. Inga underarter finns listade i Catalogue of Life.